# Elisabetta Manfredini
Répertoire
- Amenaide (Tancredi)
- Aldimira (Sigismondo)
- Adelaide (Adelaide di Borgogna)

Scènes principales
- La Fenice (Venise)
- La Scala (Milan)
- Teatro Argentina (Rome)

Elisabetta Manfredini (Bologne, 2 juin 1780 - après 1824) est une chanteuse d'opéra italienne.

## Biographie
Elisabetta (ou Elisa) Manfredini est la fille du compositeur et théoricien de la musique Vincenzo Manfredini et de Maria Monari. La famille Manfredini était une famille de musiciens, comprenant notamment le grand-père Francesco Manfredini compositeur, un arrière-grand-père tromboniste ainsi qu’un oncle, Giuseppe Manfredini, célèbre chanteur castrat.
Elisabetta est âgée de neuf ans lorsqu’elle perd son père. À 19 ans, en 1809 elle entame sa carrière de chanteuse d’opéra et travaille avec Gioachino Rossini, qui déjà en 1812 l’engage dans Ciro in Babilonia dans le rôle d'Amira composé spécialement pour elle. Ciro in Babilonia eut des dizaines de reprises successives. Rossini créa d’autres rôles pour sa voix, le dernier étant le rôle-titre d' Adelaide di Borgogna.
Elisabetta Manfredini se produisit à diverses reprises à La Fenice de Venise, à la Scala de Milan et au Teatro Argentina de Rome.
La Revue de Paris relate des représentations d' Adelaide di Borgogna durant l’année 1818, avec Elisabetta dans le rôle-titre. Manfredini se produisit dans deux opéras de Mayr, La rosa bianca e la rosa rossa en 1819 à Lucques, et Medea in Corinto à Bergame en 1820, ainsi que dans les opéras de Rossini Otello, Aureliano in Palmira et Zelmira dans des représentations jouées à Bergame, Pérouse, Modène, Macerata et Ferrare de 1820 à 1824. Ces représentations constituent les dernières traces documentées de la diva; ni le lieu ni la date de sa mort ne sont connus.
L’art lyrique d’Elisabetta est reconnu encore de nos jours. Dennis Libby écrit qu’elle eut une « highly successful career », alors qu'Elizabeth Forbes conclut sa note en constatant que:
« To judge from the music composed for her by Gioachino Rossini, she had a voice of exceptional flexibility ».

## Rôles et scènes
(La date se réfère à la première) :
- Egla dans Giobbe, oratorio, Stefano Pavesi, Teatro del Corso de Bologne, 11 mars 1810.
- Giovanna dans Le stagioni, Joseph Haydn, Liceo Filarmonico de Bologne, 21 mai 1811.
(Gioachino Rossini “Maestro al cembalo”.)
- Amira dans Ciro in Babilonia o sia la caduta di Baldassarre, Gioachino Rossini, Teatro Comunale de Ferrare, 12 mars 1812 (création).
- Aspasia dans Aspasia e Cleomene, Stefano Pavesi, Teatro di via della Pergola de Florence, 1812.
- Amenaide dans Tancredi, Gioachino Rossini, Gran Teatro La Fenice de Venise, 3 février 1813 (création).
- Aldimira dans Sigismondo, Gioachino Rossini, Teatro alla Scala de Milan, 26 décembre 1814 (création).
- Mandane dans L’eroismo in amore, Ferdinando Paër, Teatro alla Scala de Milan, 26 décembre 1815 (création).
- Ginevra dans Ginevra di Scozia, Johann Simon Mayr, Teatro alla Scala de Milan, 1816 (créé en 1801).
- Adelaide dans Adelaide di Borgogna, Gioachino Rossini, Teatro Argentina de Rome, 27 décembre, 1817 (création).
- Cristina dans Eduardo e Cristina',' dramma per musica, Gioachino Rossini, Bologne, 1820; Modène et Pérouse, 1822. (Première : Venise, Teatro San Benedetto, 24 avril 1819.)
- Desdemona dans Otello Ossia l'africano di Venezia, dramma tragico per musica, Gioachino Rossini, Teatro della Società de Bergame, 1821.